# São José das Palmeiras
São José das Palmeiras is een gemeente in de Braziliaanse deelstaat Paraná. De gemeente telt 3.942 inwoners (schatting 2009).